# Gorgorhynchus nemipteri
Gorgorhynchus nemipteri är en hakmaskart som beskrevs av Parukhin 1973. Gorgorhynchus nemipteri ingår i släktet Gorgorhynchus och familjen Rhadinorhynchidae. Inga underarter finns listade i Catalogue of Life.